# La legge degli spazi bianchi
La legge degli spazi bianchi è un film documentario del 2019 diretto da Mauro Caputo.

## Trama
Una fredda mattina d'inverno, il dottor Fleischmann che letteralmente significa uomo di carne, nel film impersonato dall'attore Fulvio Falzarano, si trova ad affrontare l'inizio di una progressiva perdita di memoria, una misteriosa malattia che lo coglie di sorpresa. In un'atmosfera onirica dove realtà e finzione sembrano intrecciarsi ed a tratti confondersi, inizia un apologo dal ritmo ipnotico, scandito dalla voce narrante di Omero Antonutti che sembra a tratti dialogare con lo stesso personaggio. Il protagonista, medico e uomo di scienza, si ritrova suo malgrado in un universo, quello della malattia, dominato da misteriosi rapporti tra il destino e le vicende biologiche e fisiologiche che regolano la vita. Senza alternative e speranze, trovandosi impotente di fronte ai misteri più profondi che da sempre affascinano e spaventano l'uomo, alla perenne ricerca del significato e del senso della vita, arriverà dopo aver affrontato una serie di vicissitudini e un lungo percorso di riflessione ad una tormentata conclusione: "Tutto è scritto negli spazi bianchi, tra una lettera e l'altra. Il resto non conta".

## Produzione
Il film è nato dall'omonimo racconto di Giorgio Pressburger e completa la trilogia dedicata allo scrittore. In questa pellicola, come nelle altre opere che compongono la trilogia, sono stati inseriti numerosi riferimenti e citazioni letterarie, simbolismi e significati nascosti che permettono allo spettatore di cogliere il messaggio delle opere filmiche e ne caratterizzano il linguaggio.

## Distribuzione
Il film è stato selezionato e presentato alle Giornate degli Autori della 76ª Mostra Internazionale del Cinema di Venezia e successivamente alla XVII edizione del Mittel Cinema Fest - Italian Film Festival in Central Europe, evento per la diffusione del cinema italiano nella Mitteleuropa. Tra i finalisti candidati ai Nastri d'argento DOC 2020 nella sezione Docufiction, il film è uscito nelle sale in novembre e successivamente in DVD a dicembre 2019 distribuito dall'Istituto Luce Cinecittà.